# European Darts Tour 2012
Die European Darts Tour 2012 war eine Reihe von Dartturnieren der PDC. Es war die erste Austragung der sogenannten European Tour und war Teil der PDC Pro Tour 2012.
Sie bestand aus 5 Turnieren in 3 Ländern Europas.

## Austragungsorte
Die erste European Darts Tour wurde in den Ländern Österreich, Deutschland und der Niederlande ausgetragen.
| Wiener Neustadt |

| Berlin |

| Düsseldorf |

| Sindelfingen |

| ’s-Hertogenbosch |

## European Tour Events
| Nr. | Datum           | Event                     | Austragungsort                       | Sieger                | Ergebnis | Finalist       |
| --- | --------------- | ------------------------- | ------------------------------------ | --------------------- | -------- | -------------- |
| 1   | 27.–29. April   | Austrian Darts Open       | Wiener Neustadt, Arena Nova          | Justin Pipe           | 6 : 3    | James Wade     |
| 2   | 22.–24. Juni    | German Darts Championship | Berlin, Tempodrom                    | Phil Taylor           | 6 : 2    | Dave Chisnall  |
| 3   | 6.–8. Juli      | European Darts Open       | Düsseldorf, Maritim Hotel            | Raymond van Barneveld | 6 : 4    | Dave Chisnall  |
| 4   | 7.–9. September | German Darts Masters      | Sindelfingen, Glaspalast             | Adrian Lewis          | 6 : 3    | Ian White      |
| 5   | 26.–28. Oktober | Dutch Darts Masters       | ’s-Hertogenbosch, Van Der Valk Hotel | Simon Whitlock        | 6 : 1    | Paul Nicholson |

## Preisgeld
Pro Turnier wurden insgesamt £ 82.100 an Preisgeldern ausgeschüttet. Das Preisgeld verteilte sich unter den Teilnehmern wie folgt:
| Position (Anzahl der Spieler) | Position (Anzahl der Spieler) | Preisgeld |
| ----------------------------- | ----------------------------- | --------- |
| Gewinner                      | (1)                           | £ 15.000  |
| Finalist                      | (1)                           | £ 7.500   |
| Halbfinalisten                | (2)                           | £ 5.000   |
| Viertelfinalisten             | (4)                           | £ 3.000   |
| Achtelfinalisten              | (8)                           | £ 1.500   |
| Verlierer der 2. Runde        | (16)                          | £ 1.000   |
| Verlierer der 1. Runde        | (32)                          | £ 200     |
|                               |                               |           |
|                               |                               | £ 82.100  |

## Deutschsprachige Teilnehmer
Im Folgenden werden die Ergebnisse aller deutschsprachigen Teilnehmer aufgelistet.
| Land        | Spieler           | Austrian Darts Open | German Darts Championship | European Darts Open | German Darts Masters | Dutch Darts Masters |
| ----------- | ----------------- | ------------------- | ------------------------- | ------------------- | -------------------- | ------------------- |
| Deutschland | Jyhan Artut       |                     |                           |                     |                      | Letzte 64           |
| Osterreich  | Dietmar Burger    | Letzte 64           |                           |                     |                      |                     |
| Deutschland | Max Hopp          |                     |                           |                     |                      | Letzte 16           |
| Deutschland | Karsten Kornath   |                     |                           | Letzte 64           |                      |                     |
| Osterreich  | Martin Kurecka    | Letzte 64           |                           |                     |                      |                     |
| Osterreich  | Maik Langendorf   |                     |                           | Letzte 64           | Letzte 64            |                     |
| Osterreich  | Zoran Lerchbacher | Letzte 64           |                           |                     |                      |                     |
| Deutschland | Kevin Münch       |                     | Letzte 64                 | Letzte 64           | Letzte 64            | Letzte 64           |
| Deutschland | Bernd Roith       |                     | Letzte 64                 |                     |                      | Letzte 64           |
| Deutschland | Michael Rosenauer | Letzte 64           | Letzte 32                 |                     |                      |                     |
| Deutschland | Tomas Seyler      |                     |                           | Letzte 64           | Letzte 64            | Letzte 64           |
| Osterreich  | Mensur Suljović   | Letzte 64           | Letzte 32                 |                     | Letzte 64            |                     |
| Deutschland | Andree Welge      |                     | Letzte 64                 |                     | Letzte 16            |                     |